# 美しい星 (小説)
『美しい星』（うつくしいほし）は、三島由紀夫の長編小説。三島文学の中では異色のSF的な空飛ぶ円盤や宇宙人を取り入れた作品で、執筆当時の東西冷戦時代の核兵器による人類滅亡の不安・世界終末観を背景に、宇宙的観点から見た人間の物語を描いている。読みどころとなっている作中後半の、人類滅亡を願う宇宙人と、滅亡の危機を救おうとする宇宙人との論戦は、ドストエフスキーの『カラマーゾフの兄弟』の「大審問官」の章を意識していたことが、三島の創作ノートに記されている。三島自身が非常に愛着を持っていた小説でもある。

## 発表経過
1962年（昭和37年）、文芸雑誌『新潮』1月号から11月号に連載され、同年10月20日に新潮社より単行本刊行された。なお、この年には長男・威一郎が誕生している。
翻訳版は、スウェーデン（典題：Den vackra stjärnam）、中国（中題：美麗的星）などで行われている。三島は英訳を強く希望し、当時ドナルド・キーンに何度も翻訳依頼したが、キーンはこの小説を気に入らなかったために英訳は実現しなかった。

## あらすじ
夜半過ぎ、埼玉県飯能市の旧家・大杉家の家族4人が町外れの羅漢山に出かける。彼らはいずれも地球の人間ではなく、父・重一郎は火星、母・伊余子は木星、息子・一雄は水星、娘・暁子は金星から飛来した宇宙人だと信じていた。各人とも以前、空飛ぶ円盤を見て自らの素性に目覚めていたのである。その日、円盤が来るとの通信を父が受けたのだが、円盤は出現しなかった。しかし一家は自らが宇宙人であることを自負しながら、その素性を世間に隠し、水爆の開発によって現実のものとなった世界滅亡の危機、核兵器の恐怖から人類を救うために邁進し始める。
重一郎は、破滅へと滑り落ちていく世界の有様を予見するとともに、その責任を自分1人が負わなければならないと考えていた。「誰かが苦しまなければならぬ。誰か1人でも、この砕けおちた世界の硝子のかけらの上を、血を流して跣足（はだし）で歩いてみせなければならぬ」と思いつめていた重一郎は、「宇宙友朋（UFO）会」を作り、各地で「世界平和達成講演会」を開催して回る活動を始めた。娘・暁子もソ連のフルシチョフ共産党第一書記に核実験を止めるよう嘆願する手紙を書いたりした。
ある日、暁子は文通で知り合った石川県金沢に住む、自分と同じ金星人の青年・竹宮に会いに行く。そして、その時内灘の海岸で一緒に空飛ぶ円盤を見た神秘体験によって、妊娠したことをのちに知るが、暁子は竹宮を地上の人間だと認めず、自分は処女懐胎したと主張し、生む決意をするのであった。
一方、こうした大杉家に対し、宮城県仙台には羽黒真澄助教授をはじめ、羽黒の元教え子で銀行員の栗田、大学近くの床屋の曽根の3人の、はくちょう座61番星あたりの未知の惑星からやって来た男たちがいた。彼らはひたすらこの地球の人類滅亡を願い、「宇宙友朋（UFO）会」の重一郎を敵視していた。彼らもまた、円盤を見てから自分たちが宇宙人であると自覚し、水爆戦争による「人類全体の安楽死」に使命をかけて団結していた。
衆議院議員・黒木克己の人望に惹かれ、彼の私設秘書となっていた長男の一雄は、黒木と繋がりのある羽黒助教授ら仙台の3人を出迎え、東京案内をする。そして黒木も交えた接待の席で、父の重一郎のことが話題にのぼり、一雄は父が火星から来た宇宙人であることをはっきり言ってしまう。
羽黒助教授ら仙台の3人が大杉家を訪問して来た。彼らと重一郎は、人間の宿命的な欠陥である3つの関心（ドイツ語でゾルゲ、英語でのworry）「事物への関心」「人間に対する関心」「神への関心」と、その不完全さや行動などについて激しい論議を戦わせる。羽黒が、人間は不完全だから滅ぼしてしまうべきだと主張するのに対し、重一郎は、人間は不完全であり、人間の美点である「気まぐれ」があるから希望を捨てないと主張する。
そして、人間が救われるためには、人間それぞれが抱いている虚無や絶望が「生きていること自体の絶望」を内に包み、「人間が内部の空虚の連帯によって充実するとき、すべての政治が無意味になり、反政治的な統一が可能になり、核のボタンを押さなくなる」と重一郎は主張し、なぜなら、その空虚の連帯は、「母なる虚無の宇宙の雛型」であるからと力説する。しかし羽黒らも負けずに激しく反論し、重一郎に暴言を吐きながら異論をまくし立てた。
激しい議論の後、重一郎は倒れ入院し、手遅れの胃がんであることが判明した。そして、そのことを知ってしまった重一郎は苦悩の末、宇宙からの声を聞く。その通信に従い、重一郎は家族に出発の準備を指示し、病院の消灯時間に抜け出た。一雄が、「われわれが行ってしまったら、あとに残る人間たちはどうなるんでしょう」と問うと、重一郎は渋谷界隈の雑踏を眺めながら、「何とかやっていくさ、人間は」とつぶやく。やがて、一家は東生田の裏手の丘へ向かい、あざやかな橙色にかがやく銀灰色の円盤がやって来ているのを見出した。

## 登場人物
大杉重一郎
52歳。無職。埼玉県飯能市の邸に妻と一男一女と居住。先代は飯能一の材木商。実利家の父から罵られ、劣等意識に苛まれた青年期をすごし、温和なやさしい芸術に救いを求めて育った。道楽に短期間だけ教鞭をとったことがある他は、知的職業に携わったことはないが、眼鏡をかけた面長の、知的選良の重みのある顔立ち。空飛ぶ円盤を見て以来、火星人である自分の使命に目覚める。「宇宙友朋会」で活動。
大杉伊余子
重一郎の妻。平凡であたたかい顔立ち。夫に続き、自分も円盤を見て木星人と自覚する。家族の中では一等平板な感受性と古風な堅実さ。地上の稔りの多い穀物を愛する。
大杉一雄
重一郎の息子。A大学の学生。母親似で鋭さのない、物事を信じやすい顔立ち。円盤を見て水星人と自覚してから、地上の恒久平和を維持すべき清浄きわまる権力を夢みて、政治家を目指す。一家の自家用車・51年型のフォルクスワーゲンの運転を担当。
大杉暁子
重一郎の娘。一雄の妹。英文科の学生。白い細面の美しい顔立ち。円盤を見て金星人と自覚してから、ますます気品と冷たさが増して美しくなる。文通相手の竹宮と会い、子を身ごもる。
村田屋のおかみ
大杉一家が食料品などを買いに来る雑貨屋のおかみ。株で大損をし、裕福な大杉家の人々を妬んでいる。愛想よく応対しながら、質の悪い品を暁子に売るように店員に命じる。
太郎
村田屋の少年店員。ニキビだらけの汚い顔。叶わぬ恋の絶望で、美しい暁子に売る品をごまかすことに生甲斐を感じる。
重一郎の高等学校時代の級友たち
東西電機の総務部長で俳句の素養のある里見。大日本人絹の取締役の前田。がみがみ屋の弁護士の榊。銀座の有名な呉服屋の主人で見事な丸禿げの大津。大蔵省の政務次官の玉川。同窓会で世界の危機を訴えて演説する重一郎を嘲笑する。里見・前田・大津の三人は胃癌で入院した重一郎を見舞うが、重一郎は仙台の三人（羽黒・曽根・栗田）と見間違える。
竹宮薫
白い肌に濡れたような黒い髪で、憂いを帯びた眼差しの美青年。謡をやっている。石川県金沢市に居住。「宇宙友朋会」通信で、同じ金星人の暁子と知り合い文通する。実は竹宮は偽名で、川口薫という女たらし。
明治ホテルの主人・竹宮
金沢市で竹宮（川口）薫が使用していたアパート兼用ホテルの主人。
金沢の宿の内儀
半ば白髪で小肥り。竹宮とは謡を通じて知り合った。実は竹宮の愛人の1人。
駐在の巡査
村田屋のおかみから、大杉一家が麻薬か共産党組織だという通報を受け、本署の公安係の巡査と近所に聞き込みをする。
高橋六郎
飯能市警察署公安部の巡査。調査のために大杉家を訪問。
M区公会堂の事務員
初老の受け口の汚れた唇。口臭がある。
若い衆
M区公会堂で行なわれた区長の葬儀の後片付けの若者。暁子に銀の造花の芙蓉を渡す。
羽黒真澄
45歳。独身。宮城県仙台市にある大学の万年助教授。法制史を講じている。ひよわな体つきの蒼白い顔で、髪は饒多。まん丸の眼鏡をかけている。人の心を惹くような特徴はなく、野暮な風采。曽根と栗田と一緒に空飛ぶ円盤を見て以来、白鳥座61番星から来た宇宙人である自分の使命に目覚めて人類滅亡を企む。青葉城下の米軍キャンプ跡の公務員住宅に居住。
曽根
大学北門前の、羽黒が行きつけの床屋。小肥りしていて、丸まっちい衛生的な指をしている中年男。声が大きい。他人の噂話が好きで、芸能人のスキャンダルをよく知る。ひとり頷いたり、「ぷふっ」と唇の音を立てて唸ったりする癖がある。家族は、40歳の妻・秀子と、中学2年の長女と小学5年の次女、小学3年の長男と1年の次男。人類は憎んでいるが、自分の妻子だけは愛している。
栗田
羽黒の元教え子。去年大学を卒業してS銀行に勤めている。醜い顔の大男の青年。若林区保春院近くの三百人町に居住。曽根の床屋の常連。女にもてず、女の滅亡、人類滅亡を夢みる。
有名俳人
去年、東京から羽黒のいる大学へ講演に来て、たまたま曽根の床屋に立ち寄った時に、羽黒と栗田と曽根と大年寺山での吟行の約束をしたが、当日黙って約束をすっぽかす。その日、羽黒ら3人は山頂の薔薇園で空飛ぶ円盤を目撃し、人類滅亡の使命で連帯する。俳人はその2日のちに帰京の途中に脳卒中で頓死。
宝部文子
2年前に、栗田の近所の五百人町に住んでいた28歳の身持ちの悪い出戻りの美人。別れた夫のもとに子供がいる。栗田が肉体関係を迫っても拒絶していた。文子は痴情のもつれで道路工夫に殺害された。
核実験反対会議の委員
抜け目ない風貌の2人の有名学者。剃り跡の青い長い顎の学者と、厚い眼鏡の学者。庶民的芸術や思想に思し召しを寄せ、世間で人気のある者を、自分たちの陣営に引き入れようとしている。大杉家を訪問。
黒木克己
50歳くらいの衆議院議員。青年層に人気のある保守政治家。痩せて鋭利な風貌をし、運動で鍛えた若い体。日本人にしては小さな頭。華麗な演説の才能があり、鋭い顔に漂う甘い微笑で人の心を掴む。世田谷区に居住。宮城県にある反日教組の牙城・旦々塾の拡張の際、土地の入会問題で住民と揉めた件で仲介解決した羽黒教授と知己となる。のちに新党を結成する。黒木が主宰する政治塾は、中曽根康弘の政治会合をヒントにしたことが三島の創作ノートに記されている。
大島商事の専務
黒木に政治資金を出している。一雄は黒木の私設秘書となり、大島商事の準社員の名目で、月給を貰う。
貧しい代議士
黒木の子分。妻が病気で入院している。黒木は大島商事から受け取った30万円を、この子分にくれてやる。
黒木夫人
黒木の妻。
赤坂の料理屋の女中
黒木の行きつけの料理屋の女中。瞼が屋根庇のように突き出した白くむくんだ顔。

## 作品背景

### 時代情勢
『美しい星』が執筆されていた1962年（昭和37年）当時は東西冷戦の激化があり、日本の安保闘争などの背後にもこのアメリカとソ連の対立があった。この両国の対立は、水爆実験や宇宙衛星開発の競争に進み、キューバの革命政権樹立後のキューバ危機の緊張も高まり、アメリカでは核戦争から身を護る核シェルターの建造が始まっていた時期であった。
これより先の1960年（昭和35年）11月から3か月間、三島は瑤子夫人と共にアメリカやヨーロッパ各国を廻り、ロサンゼルス滞在中はケネディ大統領の当選などを見たが、帰国後の1961年（昭和36年）4月には、ソ連の有人衛星「ボストーク」の地球一周成功や、8月にはベルリンの壁が築かれた。9月に三島は再びアメリカに渡り（米誌の招きで）、こうした緊迫した世界情勢を現地で受け止めていた。
三島は『美しい星』の連載を始める1月に、『終末観と文学』という評論を発表し、〈弥勒〉信仰など、歴史的に見て〈宗教や哲学の終末観〉〈末世思想〉が古典の〈文学的造型〉と深い関わりを持っていたことに触れながらも、現代の〈科学的可能性〉が保障し現実に起こりうる〈世界終末〉は、これまでのように〈精神的な事件〉に留まらずに、はじめて文学の〈味方になりえぬ〉終末観になったとしている。しかし、かといって〈生活の具体性〉と〈今日の終末観〉の互いに相容れない両者を無理に結ぶつける試みや、ヒューマニズムで〈絶望〉に対抗する方法は、〈うすつぺらな形骸に堕して〉しまうという作家的なジレンマを語っている。
また同時期に発表された短編『帽子の花』は、サンフランシスコ滞在中のユニオンスクエアでの体験を題材にしたもので、〈完全無欠の生活の外見を保つて死んでゐる世界〉〈死の相貌〉〈世界の滅亡〉といった終末観を主題にし、ホームレスの老人や老女の逞しい〈生活〉の姿と対比させて描いており、この作品は『美しい星』の主題とも関連している。

### UFO研究会
以前からコックリさんや降霊術などの超常現象に関心のあった三島は、1956年（昭和31年）に「日本空飛ぶ円盤研究会」（JFSA）に入会し（会員番号12）、UFO観測に熱中していた。「日本空飛ぶ円盤研究会」は、1955年（昭和30年）に荒井欣一を会長として発足した会で、北村小松、徳川夢声、糸川英夫が顧問となり、特別会員に荒正人、新田次郎、畑中武雄がいた。三島の入会後に会員数は500人を超えるようになり、森田たま、石原慎太郎、黛敏郎、星新一、黒沼健らも入会した。
三島は、飯能市での会合や、北村小松と自宅の屋上で空飛ぶ円盤観測したこともあったが、なかなか実物にお目にかかれなかった。なんとかUFOらしき〈葉巻型〉のものを目撃したのは、北村から予測情報を得た1960年（昭和35年）5月23日のことで、瑤子夫人と自宅屋上で待機していた午前5時25分過ぎ頃であった。三島はUFO関連書籍も読み、同年11月から夫人と渡米した際にも現地で調査していた。
三島は、こういった空飛ぶ円盤観測を経て、『美しい星』執筆に至ったきっかけを以下のように語っている。
また、作品主題に関連する人物造型などについては、次のように説明している。
作品の題名は当初、「銀河系の故郷」「銀河一族」「わが星雲」といったものが考えられていた。なお、三島はドナルド・キーン宛ての書簡に、〈これは実にへんてこりんな小説なのです。しかしこの十ヶ月、実にたのしんで書きました〉と報告している。村松剛によると、『美しい星』執筆の頃の三島は、「半ば宇宙人になりかかっていた」とされ、三島が「狭山に今夜UFOが降りるのだ」と言って、ヤッケをはおり水筒と双眼鏡などを持って深夜出かけて行ったという。

### SF小説好き
三島は、当時ブームになっていた推理小説に対しては全面否定し（エドガー・アラン・ポーだけは例外）、〈文学〉とは認めていなかったが、SF小説には強い愛着を持ち、その手法に関心を寄せながら、〈近代ヒューマニズムを完全に克服する最初の文学はSFではないか〉と考えていた。アーサー・クラークの『幼年期の終り』なども愛読し、〈随一の傑作と呼んで憚らない〉と評している。
また、幼年の頃に大好きだった『ジャックと豆の木』に思いを馳せつつ、SF小説を好きな理由を、「推理小説などとちがつて、それは大人の童話だからだ」と語っている。

## 文壇の反響
『美しい星』の発表当時の反応は概ね肯定的なものが多いが、中にはその評価を巡って評者同士の激しい論戦にまで発展するなど、大きな波紋を呼んだ。谷崎潤一郎なども、この作品に関心を寄せて高評し、人を介して三島にその旨を伝えていた。
平野謙は、大杉と羽黒らの論争を作品の中心部と捉えつつ、その白熱部が三島自身の現代人・現代史批判ともなっている注目点とし、「作者の迅速な頭脳回転の速度と小説ジャンルの拡大の意欲に、ひとまず敬意」を表しつつ、三島の試みを評価している。村松剛は、現代的なテーマである〈人類の滅亡〉という巨大な不安を、「ともかくこれだけうまくあつかい得た作品は、ほかにはなかったのではないか」と高評している。
大岡昇平は、「五十頁に及ぶ宇宙的対話」により、「われわれははじめて対話をクライマックスとする小説を持った」と賞讃しながら、『仮面の告白』『鏡子の家』を経て、『美しい星』に至る「思想小説」を、『金閣寺』よりも三島文学の「主流」だとしている。高橋和巳は、大杉と羽黒ら二組の対立を「エロスとタナトス」の大討論と見ながらも、大岡とは違って『金閣寺』の方が傑出した作品だと分析している。
手塚富雄は、三島がそれまでの日本文学のルールを破り、「仮構とイロニーによって、新生命を開こうと意図している」ことは理解しつつも、「趣向を立てようとする作者の熱意が既成のルートの上のもの」で、「意欲と方法だけでは新しい文学はうまれない」と説いて、「精巧極まる文学機械」に三島を喩えつつ、「伝統と現代との両者の感覚をふまえた最高級の戯作者になる資質と方向」を『美しい星』に看取している。
武田泰淳は、三島が「人間が生み出す美と愛に、あまりにも熱心にこだわりすぎるからこそ、地球以外の星を、小説の要素にとり入れたのだ」とし、「（対立する二組が）悪の黒、善の白と衣裳と化粧が色わけされて、象徴的に単純化されているところがふつうのリアリズムに欠けている美学的な成功を可能にしている」と指摘している。
江藤淳は、「SF（サイエンス・フィクション）という現代通俗小説の一ジャンルの道具だてを意図的に使って」それを逆用し、「現代生活の中に涸渇しかけている神話を呼び戻すのに役立て」た、その方法の巧みさを高く評価しながら、この作品で展開されている「世界の成立の根元」に関する「人間はこの地上に、生きのびるためにいるのか、破滅するためにいるのか」という「根元的かつ現代的な」問いを問う資格は衰弱した現代人には無く「宇宙人」だけがその問いに耐え得ることを作者は知っているとし、「従来の三島文学に乏しかった一種のヒューモア」が「宇宙人と人間との接点」から生じていると解説している。
磯田光一は、『美しい星』を「思想の現実性」、「イデオロギーの現実性」を見事に描きつくした「真に独創的な政治小説」だと賞讃し、「政治と文学」という発想から始まった「〈戦後文学〉の方法的盲点への鋭い批評になっている」と解説している。そして「絶望的なニヒリズム」がにじむ論争部には、「宇宙の巨大な意志の前には、進歩も革命もすべて相対的なものにすぎない」ということが示唆され、戦時中日本の勝利を願い〈世界各国人が詩歌をいふとき、古今和歌集の尺度なしには語りえぬ時代〉の到来を固く信じていた三島が、敗戦を〈輝かしい中世〉の崩壊として受け止めねばならなかった戦後の苦渋の虚無感が色濃く反映されていると指摘して、以下のように文壇に問題提起した。
奥野健男は『美しい星』を、安部公房の『砂の女』と同じく、「政治の中の文学」から「文学の中の政治」へとコペルニクス的逆転を果たした「画期的政治小説」だと賞讃し、従来の「政治と文学」理論は破産したと述べている。
一方、この奥野の意見に対し、武井昭夫や玉井五一らが、文学は現実の変革に寄与すべきであるという立場からこれに応酬し、またそれに対して磯田光一や桶谷秀昭らが参戦して、激しい論議が展開された。
安部公房は、暁子を誘惑する竹宮が「耽美的な美の権化」のような存在でも、大杉一家の意志には、何の傷も残さないことから、「円盤によって象徴される美」は決して「耽美主義的な閉鎖的なものではない」ことが示されているとしている。また、主人公の大杉重一郎が、親の遺産で食いつないでいる無力な没個性的な小市民でなければならなかった理由を、「美を感性的なものから、思想的なものにするためには、善の宇宙人一家に、ほかのいかなる属性があっても困るのだ。その存在理由の希薄さゆえに、この宇宙人の思想は、かえってのっぴきならない普遍性を獲得することになる」と考察しながら、昨今、「思想とまともに取組んだ作品」がほとんど見られない中で、『美しい星』は「特筆すべき貴重な作品」だと評して、自身の好きな小説のアンソロジーの中に、『美しい星』を挙げている。
SF評論家の伊藤典夫は、SF同人誌『宇宙塵』の連載「創作月評」において、「火星人、木星人、水星人、金星人ときては言語道断である。もっとましなことが考えつかなかったのだろうか？　これではアダムスキーを一歩も出ていない。SFのリアリティがこんなことでどれほど割がれるか作者は気がついていないらしい。そして救いようがないのは、この小説がまぎれもないSFだということだ」「力作ではあるが、SFとしては完全に失敗作と言っていいだろう。もっとSFを読んでほしいな。結論としてこれだけしか出ない」と批判し、三島を怒らせた。

## 作品評価・研究
『美しい星』を成功作とするかどうかは賛否両論あるが、論究は様々な観点から多くなされ、三島とユングやアドラーとの関わり、ニーチェとの類比、トドロフやサルトル、トーマス・マンを引き合いにした論、三島の他作品の主人公との関係性を考察したものなどがあり、「政治小説」「思想小説」「芸術家小説」「前衛小説」といった様々なレッテルが貼られ、定まったものはない傾向にある。
高山鉄男は、『美しい星』の主題を、「現実拒否」「彼岸へのあくことのない憧憬」だと考察し、種村季弘は、〈空飛ぶ円盤〉との介在を軸にして三島とユングの関わりを指摘し、この論はさらにアドラーを引き合いにした矢吹省二に受け継がれている。
大久保典夫は、トーマス・マンの『トーニオ・クレーガー』的な「芸術家と市民の二律背反」のテーマが底流にある「イロニックな芸術家小説」だとして、サブストーリーである顕子や一雄の挿話にも着目し、片岡文雄も、「芸術家小説」の面を看取している。
野口武彦は、大杉と羽黒らの論争を、「作者の才気と機智をたっぷり効かした愉しい哲学的饒舌といった筋合いのもの」だとしながらも、ロマン派的「イロニイ」を描いている点を評価し、三島文学の主人公たちに看取できる「アンジェリスム」（ロマン主義的人間の魂の輪郭）の反映である〈宇宙人〉の大杉や暁子に、胃癌や妊娠など「痛烈で残酷な諷刺（サタイヤ）」が加味され、「（三島）が自分自身に対する皮肉を利かして」いると解説し、そういった客観性により「二律背反の上にあやうくも均衡を得て構築されている」ゆえに、ラストの場面の「美しさ」が確保されていると考察している。
松本徹は、作品に見られる「虚無」（ニヒリズム）に、ニーチェとの類似点を指摘し、また、水爆によってもたらされる人類滅亡の危機を踏まえて発想された主題の観点から、『鏡子の家』のニヒリスト「杉本清一郎」の考え方の発展が、主人公「大杉重一郎」だとして、大杉は杉本より「もう一歩先をうかがい見ようとしている」と指摘しながらも、世界を救う鍵が〈母なる虚無の宇宙の雛型〉を自覚することで生まれる〈連帯〉だとする考えが、十分に展開されないままに終り、傑作になりきらなかったと考察している。
佐藤秀明は、暁子に代表される大杉家の家族は、三島の中にずっと育まれていた「現実を許容しない詩」を生きる登場人物で、現実がその「詩」を許容しなかったにもかかわらず、「現実」として認めさせ、生き延びさせる小説だとして、「政治小説としての『美しい星』の意義は、非政治的な詩の世界を生き抜くことで現実という名の〈政治〉と対抗せざるをえなくなったことを、非政治的な世界の側から描いたところに生ずる」と解説している。そしてこの三島文学に通底する「現実を許容しない詩」は、『豊饒の海』の唯識により相対化、反転しながら引き継がれて、「小説の成立」の不可能な地点、三島の自刃へ向っていくと佐藤は論考している。
有元伸子は、〈宇宙人〉を、拒まれた人間の「共同幻想」として捉えつつ、金星人・暁子のサブストーリーにおける美青年・竹宮の「二重透視の美学」に着目し、『豊饒の海』の本多や透の〈認識〉と関連させて考察している。久保田裕子は、「社会から孤立し、未来への希望」を奪われてしまった一家の前に、ついに円盤が現われるという終結部について、「認識によって現実を変容させる者の栄光と挫折という三島文学のテーマが、SFという形式の中で、ここでは一場の夢として実現されている」と解説している。
奥野健男は、大杉と羽黒らが論争する場面を、ドストエフスキー『カラマーゾフの兄弟』の大審問官のくだりに匹敵すると賞讃しつつ、それは戦中戦後を通じ、広島の原爆投下に〈世界の終り〉を見、敗戦の現実と秩序・価値観の転換に「人間のからくりの虚しさ」を見てしまった三島だからこそ、抱き続けてきた「美の本質」「人類の滅亡」「政治」「文明」「思想」「人類」のテーマを「自己の宇宙の中に入れ込み、小説化」できたとし、こういった文学の元来的な主題であるべき「人類の根源的なテーマ」を日本の作家がやれずに三島だけに抽出可能たらしめたのは、従来の小説のリアリズムに三島が囚われず、宇宙人から見た視点という「コロンブスの卵」的な大胆な方法を発見したからだと解説している。
そして『美しい星』は、「政治や思想の状況の中で文学を考えていた従来の小説」とは異なり、「自己の文学世界の中で政治や思想を考える」という画期的な「政治と文学のコペルニクス的転回」であるとして、奥野は顕子のサブストーリーで見られる「美的宇宙」なども考慮に入れながら以下のように高評価している。
岡山典弘は、暁子が金沢市に住む竹宮に会う挿話中に、金沢藩では人々の生活に謡曲が深く浸透していることが綴られ、自分が金星人であるという認識の端緒をつかんだのが『道成寺』の披キでからだと竹宮が暁子に語って、能舞台が金星の世界に変貌する様が鮮やかに描かれる以下のような場面に着目しながら、三島が13歳の時、金沢出身の母方の祖母・橋トミに連れられ初めて能『三輪』を観たことに触れている。また作中で、金沢駅、香林坊、犀川、武家屋敷、尾山神社、兼六公園、浅野川、卯辰山、隣接する内灘などが描かれているが、卯辰山には、三島の祖父・橋健堂がかつて教鞭をとった「集学所」が設けられていた。
どこで竹宮が星を予感してゐたかといふと、この笛の音をきいた時からだつたと思はれる。細い笛の音は、宇宙の闇を伝はつてくる一條の星の光りのやうで、しかも竹宮には、その音がときどきかすれるさまが、星のあきらかな光りが曙の光りに薄れるやうに聴きなされた。それならその笛の音は、暁の明星の光りにちがひない。彼は少しづつ、彼の紛ふ方ない故郷の眺めに近づいてゐた。つひにそこに到達した。能面の目からのぞかれた世界は、燦然としてゐた。そこは金星の世界だつたのである。—三島由紀夫「美しい星」
細江英公は、三島の作品をどれも好みつつ、とりわけ『美しい星』には、「今までとはまったく異なる不思議な世界を描いていて、ただならぬ戦慄を感じた」とし、三島が割腹自決したときに書き残した「檄文」を見た瞬間、とっさに『美しい星』を思い浮かべたとしている。そして改めて『美しい星』を読み返した感慨として、「この小説は、核爆弾という究極の大量破壊殺戮兵器をつくってしまった20世紀の人類への“哀れみの書”ではないか」と述べている。
九内悠水子は、空飛ぶ円盤が飛来する地の東生田が、かつて旧陸軍の科学研究所・登戸研究所であり、戦後GHQにより取引・封印された場所であることや、暁子が見た円盤飛来の地・内灘村で、内灘闘争のことを想起する場面があることを取り上げて、『美しい星』の円盤飛来地が、「戦争と占領という歴史が忘却された地」であり、それらの空間が「（戦後の）空虚な日本の姿の象徴」として示されていると解説している。
また九内は、三島が、明治天皇の御幸によって改められた「天覧山」とせず、あえて〈羅漢山〉と記したことに触れ、三島が林房雄との対談などで、「天皇制の揺らぎ」の始まりを明治時代からと見ていたことと関連させながら指摘している。さらに、三島がヒトラーの国民車構想を知っていたことと、大杉一家の自家用車がフォルクスワーゲンであることに九内は注目し、実は、「宇宙人であるという優越感で大衆に対峙しようとしていた」大杉一家こそ、「マイカーブームを先取りする大衆」でもあったというアイロニーが秘められているとし、三島が大衆化の危機に芸術家もまた晒されていることを林との対談で語っていたことも合わせて論考している。

## その他
かつての雑誌『人間』の編集長で、駆け出しの新人作家の三島が世話になった木村徳三がテレビ局に入社し、その依頼に応じて三島がテレビドラマのシナリオを書いたことがあった。それは、ちょうど『美しい星』を発表していた頃で、ドラマのシナリオも空飛ぶ円盤の話で、タイトルは『見た！』だった。しかし、三島はこのドラマの演出を、市川崑か大島渚でなければ困ると言い、放送技術の問題なども希望に沿わなかったために、結局実現には至らなかった。
また、三島から献呈された『美しい星』を読んだ芥川比呂志が興奮して、戯曲化したいと早速三島に相談の電話を入れたが、なかなか話がまとまらずに三島が断った様子で、実現には至らなかった。

## テレビドラマ化
- ゴールデン劇場『美しい星』（東京12チャンネル）
  - 1964年（昭和39年）8月17日 - 21日（全5回） 平日 20:00 - 20:30
  - 脚色：田村孟。演出：真船禎
  - 出演：宮口精二、南美江、三上真一郎、寺田路恵、渡辺文雄、日下武史、戸浦六宏、松木悟朗、中村是好、ほか

## ラジオドラマ化
- 日曜名作座『美しい星』（NHKラジオ第一）
  - 1975年（昭和50年）5月25日 - 6月15日（全4回） 毎週日曜日 21:30 - 22:00
  - 脚色：能勢紘也。音楽：古関裕而
  - 出演：森繁久弥、加藤道子

## 舞台化
- ピーチャム・カンパニー『美しい星』
  - 2012年（平成24年）11月12日 - 20日 The 8th Gallery （CLASKA 8F）
  - 構成・演出：川口典成。美術：大泉七奈子。照明：榊美香。音響：筧良太。映像：浦島啓（puredust）
  - 演出助手：児玉華奈、大原優。舞台監督：西廣奏。制作：森澤友一朗。
  - 出演：堂下勝気、八重柏泰士、岩崎雄大、平川直大、日ヶ久保香、松本力、角北龍、末吉康一郎、佐藤晴彦、田渕正博、蓬萊照子
  - ※ フェスティバル/トーキョー12 公募プログラム参加作品。平成24年度芸術文化振興基金助成対象公演。

## 映画
2017年5月26日公開。監督は吉田大八、主演はリリー・フランキー。原作から時代設定を変更し、核戦争の危機を「地球温暖化」にするなど大幅な脚色がされており、映画公式サイトにおいて小説と原作の違いが比較されている。吉田大八は、大学時代に三島の『美しい星』を読んで以来ずっと映画化したいと考え、また周囲にもそう言い続け、ようやく30年越しの念願が叶ったと語っている。
映画化を記念して、原作小説の直筆原稿や創作ノートが2018年5月13日まで山中湖文学の森・徳富蘇峰館（三島由紀夫文学館に隣接）で公開されている。展示には映画出演者の衣裳や映画台本なども紹介されている。

### あらすじ (映画)
テレビで活躍する気象予報士の大杉重一郎は、帰宅途中の車で強烈な光に遭遇して以来、自分を火星人と思い始め、「地球を守らねば」という使命感から、天気予報そっちのけで地球温暖化の危機を訴え、奇怪な行動に走る。
長男の一雄は代議士秘書の黒木に出会い、彼の計らいで代議士秘書になるが、同行した際、不穏な動きを察知して暗殺者を蹴り倒し、事件を未然に防ぐ。それは水星人としての特殊能力が覚醒したかのようで、そんな一雄の素性を見抜いていた黒木もまた宇宙人だった。
母の伊余子は和歌山の源流水「美しい水」のマルチ商法に引っ掛かり、後に製造元が薬事法違反で摘発され落胆する。
大学生の長女・暁子は路上で弾き語りをする男・タケミヤの歌『金星』に魅かれ、自らを金星人と名乗るタケミヤからUFOの呼び方を教わり、海辺で2体のUFOと遭遇して、自分も金星人であると確信する。
後日、暁子の妊娠が判明し、本人は金星人としての処女懐胎と言い張っている。しかし重一郎が調べると、『金星』という曲はタケミヤが作ったものではなく、タケミヤは女をだましては借金を重ねる詐欺師と判明する。
それぞれが他の星の人としての使命に目覚めるが、それぞれに挫折していく。倒れて入院した重一郎はステージ４の末期がんで、家族は重一郎の希望を叶えるべく、病院を脱出して福島の山奥まで連れて行き、重一郎は宇宙船に吸い込まれる。それを見送るのが何と重一郎を含む四人家族だった。

### キャスト (映画)
大杉重一郎〈53〉
演 - リリー・フランキー
気象予報士。火星人。
大杉一雄〈27〉
演 - 亀梨和也
重一郎の息子。メッセンジャーをしているフリーター。水星人。
大杉暁子〈20〉
演 - 橋本愛
重一郎の娘。大学生。金星人。
大杉伊余子〈49〉
演 - 中嶋朋子
重一郎の妻。専業主婦。地球人。
黒木克己〈49〉
演 - 佐々木蔵之介
鷹森の第一秘書。
- 今野彰〈49〉- 羽場裕一 - ニュースキャスター
- 中井玲奈〈26〉：友利恵 - アシスタント気象予報士
- 加藤晃紀〈45〉：川島潤哉 - プロデューサー
- 茂木潤〈36〉：板橋駿谷 - ディレクター
- 長谷部収〈28〉：坂口辰平 - アシスタントディレクター
- 鷹森紀一郎：春田純一 - 参議院議員
- 三輪直人：武藤心平 - 鷹森の第二秘書
- 竹宮薫〈27〉：若葉竜也 - ストリートミュージシャン
- イズミ：樋井明日香 - ストリートミュージシャン[71]
- 栗田岳斗〈20〉：藤原季節 - 大学生
- 丸山梓：赤間麻里子 - 水を販売する。

### スタッフ（映画）
- 原作：三島由紀夫『美しい星』（新潮文庫刊）
- 監督：吉田大八
- 脚本：吉田大八[66]、甲斐聖太郎
- 音楽：渡邊琢磨
- 劇中曲：「金星」（作詞・作曲：平沢進／歌：若葉竜也、樋井明日香）[71]
- 製作：依田巽、藤島ジュリーK.、市村友一、吉川英作、中川雅也
- エグゼクティブプロデューサー：小竹里美
- Co.エグゼクティブプロデューサー：松下剛
- プロデューサー：朴木浩美、鈴木ゆたか
- 撮影：近藤龍人
- 美術：安宅紀史
- 照明：藤井勇
- 録音：矢野正人
- 編集：岡田久美
- 助監督：甲斐聖太郎
- ラインプロデューサー：新野安行
- 助成：文化庁文化芸術振興費補助金
- 企画・制作プロダクション：リクリ
- 企画・製作幹事・配給：ギャガ
- 「美しい星」製作委員会（ギャガ、ジェイ・ストーム、朝日新聞社、日本出版販売、ガンパウダー）

## おもな刊行本

### 単行本
- 『美しい星』（新潮社、1962年10月20日） NCID BN04778051
  - カバー装幀：永井一正。四六判。クロス装。青色帯。298頁
  - 帯（裏）に武田泰淳、福田恆存、高橋義孝による作品評。のちに著者肖像写真を掲載した帯に変更。
- 文庫版『美しい星』（新潮文庫、1967年10月30日。改版2003年9月25日）
  - 白色帯。解説：奥野健男
  - ※ 改版2003年より、カバー装幀：牧野伊三夫
- 英文版『Beautiful Star』（ペンギン・クラシックス、2022年4月）
  - 翻訳：Stephen Dodd

### 全集
- 『三島由紀夫全集14巻（小説XIV）』（新潮社、1974年3月25日）
  - 装幀：杉山寧。四六判。背革紙継ぎ装。貼函。
  - 月報：川島勝「『午後の曳航』の頃」。《評伝・三島由紀夫 11》佐伯彰一「伝記と評伝（その2）」。《同時代評から 11》虫明亜呂無「『美しい星』などをめぐって」
  - 収録作品：「美しい星」「午後の曳航」「音楽」
  - ※ 同一内容で豪華限定版（装幀：杉山寧。総革装。天金。緑革貼函。段ボール夫婦外函。A5変型版。本文2色刷）が1,000部あり。
- 『決定版 三島由紀夫全集10巻 長編10』（新潮社、2001年9月10日）
  - 装幀：新潮社装幀室。装画：柄澤齊。四六判。貼函。布クロス装。丸背。箔押し2色。
  - 月報：荒川洋治「太郎と花子」、遠山一行「三島三景」。［小説の創り方10］田中美代子「聖家族の逆襲」
  - 収録作品：「美しい星」「絹と明察」「『美しい星』創作ノート」